# 密西西比·约翰·赫特
约翰·史密斯·赫特（英語：John Smith Hurt），更為人所知的名字是密西西比·约翰·赫特（英語：Mississippi John Hurt；1893年7月3日或1892年3月8日－1966年11月2日），是一位美国乡村布鲁斯歌手和吉他手。
赫特成长于密西西比州的阿瓦隆地区，在9岁左右自学了吉他。 他当时的工作是佃农，并且为舞会和聚会演奏他的指弹吉他并唱歌。 他最早的录音是1928年为Okeh唱片公司录制的，然而，这些录音在商业上失败了，他只好继续以务农为生。 后来，一个叫汤姆·霍金斯（英文：Tom Hoskins）的蓝调乐迷在1963年发现了赫特，并说服他搬去了华盛顿。同年，美国国会图书馆为赫特录制了一些作品。这进一步帮助了美国民谣音乐复兴运动，这项运动帮助了许多与赫特同一时代的蓝调音乐人重新被世人所注意。  赫特和许多复出的三角洲布鲁斯音乐人为在许多大学和咖啡馆进行表演。他还为Vanguard唱片公司录制了一些专辑。
赫特去世于密西西比州的格林纳达（Grenada）。他的录音资料被许多唱片公司厂牌重新发行，他的音乐也被许多音乐人翻唱录制，包括 鲍勃·迪伦（Bob Dylan），戴夫·范·龙克（Dave Van Ronk）， 杰瑞·加西亚（Jerry Garcia），贝克（Beck Hansen）， 道格·沃特森（Doc Watson），约翰·麦克卡森（John McCutcheon），塔杰·马哈尔（Taj Mahal），布鲁斯·科伯恩（Bruce Cockburn）， 大卫·约翰森（David Johansen），比尔·莫里西（Bill Morrissey）， 加利安·韦尔奇（Gillian Welch），乔什·里特（Josh Ritter）， 格里恩·托马斯（Guthrie Thomas），帕森斯菲尔德乐队（Parsonsfield）， 和罗里·布洛克（Rory Block）。

## 人生经历

### 早年经历
赫特出生于密西西比州，卡洛尔县的特奥克（Teoc）地区 。 他在9岁时自学吉他， 吉他是偷偷玩儿的他母亲的一个朋友的吉他，因为这个人为了讨好赫特家附近的一个女人而经常待在赫特家。 虽然当时赫特还很年轻，但是他经常为朋友或者舞会弹奏老音乐。在刚进入1920年代时他开始做一名农场工人并以此为生。 他那快速又富有切分节奏的演奏风格本来是给跳舞准备的。有时会有medicine show(美国一种坐马车全国巡演的传统表演) 路过赫特住的地区，赫特回忆起当时那个表演中有个人想招他一起演出“他们有一个人想雇我，但是被我拒绝了，因为我从没想过要离开家”。在1923年，赫特作为替补乐手和小提琴手威利·纳莫（英文：Willie Narmour）一起演出，当时纳莫的固定搭档是希尔·史密斯（英文：Shell Smith）。

### 第一次录音
1928年，威利·纳莫在一次小提琴比赛中拿到第一名并得到了录音的机会，他把赫特推荐给了Okeh唱片公司的制作人汤米·洛克威尔（英文：Tommy Rockwell）。赫特在家排练好了《Monday Morning Blues》后参加了两场录音，一场在孟菲斯，另一场在纽约。 他记得他在孟菲斯时见到“特别特别多的蓝调歌手，像朗尼·约翰逊（Lonnie Johnson），盲人莱蒙·杰弗森（英文：Blind Lemon Jefferson）和 贝西·史密斯（Bessie Smith），除此之外还有很多。”赫特是这样评价他的第一场录音活动的：
……整个大礼堂中只有我们三个人：我，老大哥（汤米·洛克威尔），以及一个录音师。这真的很不错。我坐在凳子上，他们把麦克风推到我的嘴边，然后说在他们把话筒放到合适的位置后我就不能再动了。我当时必须让我的头完全保持不动。对了，我当时很紧张，而且脖子在几天后还都是酸的。[7]
赫特再次试着和Okeh唱片进一步谈判，但是他的唱片在商业上是失败的。在大萧条时期，Okeh唱片停止了一切商业活动，赫特也回到了老家阿瓦隆默默无闻地做起了佃农，同时为当地的聚会和舞会演奏。

### 复出

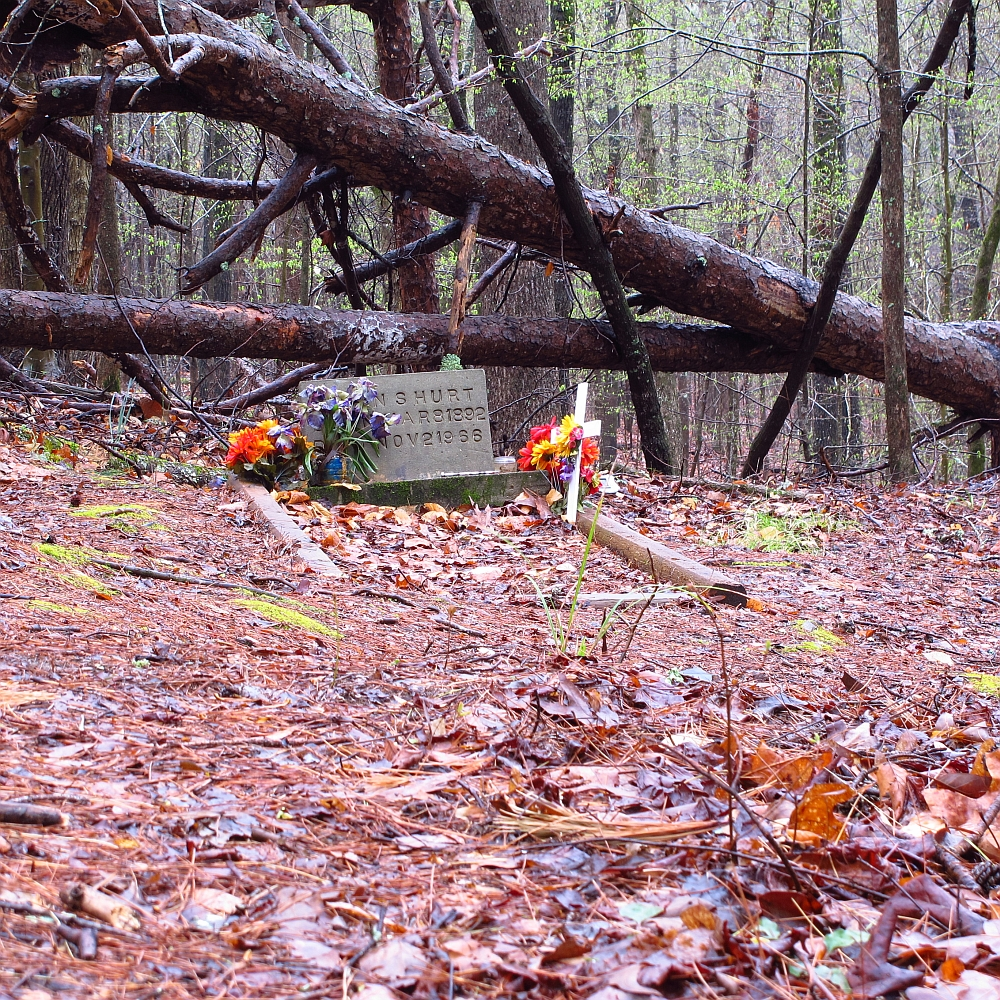
赫特的墓

赫特演奏的《Frankie》和《Spike Driver Blues》于1952年被收录在了专辑《 美国民谣音乐选集》(英文The Anthology of American Folk Music)中。 同年，一个澳大利亚人发现了赫特的《Avalon Blues》的拷贝版。这两件事让大家很想找到赫特本人。 在1963年，民谣音乐学家 汤姆·霍斯金（英文：Tom Hoskins）在理查德·斯波茨伍德(英文：Richard Spottswood）的监督下，根据《Avalon Blues》的歌词在密西西比州的阿瓦隆附近找到了赫特：
在阿瓦隆，霍斯金说服了焦虑的赫特为他演奏了几首歌，以确保这个人真的是赫特。 在听到了赫特和专辑中一样的吉他演奏后，霍斯金确定了眼前的这个人就是当年的赫特，于是鼓励他搬去华盛顿，去为更多的观众表演。赫特在1963年在纽波特民谣音乐节的表演让他名声大噪，成为了当时民谣复兴运动中重要的一员。 他开始在各个大学、音乐厅和咖啡屋中演出，还上了当时最有名的电视脱口秀节目《The Tonight Show Starring Johnny Carson》。他还为唱片公司Vanguard唱片录制了三张专辑。 美国国会图书馆也请他录制了他的演出作品。他的乐迷尤其喜欢他的拉格泰姆风格的歌，比如《Salty Dog》和《Candy Man》，以及一些蓝调Ballad，比如《Spike Driver Blues》 (根据《John Henry》改编)和《Frankie》
赫特对音乐的影响跨越了许多风格，包括蓝调、灵歌(Spirituals)、乡村乐、蓝草、民谣以及当代摇滚。赫特是一个温柔的人，这一点也体现在了他那夹杂着乡村、蓝调以及老歌的作品中。
赫特在1966年11月2日因心脏病于阿瓦隆去世，这个记载在他的一张现场专辑的说明文字中。

## 音乐风格
赫特用的是自创的快速的富有切分音的指弹风格。他受到了一些其他音乐人的影响，其中一个是 鲁弗斯·汉克斯（英文：Rufus Hanks），他是个上了年纪但没有录过作品的蓝调歌手，他演奏12弦吉他和口琴。赫特记得他还会听乡村歌手吉米·罗杰斯的歌。 有时赫特会把吉他调成开放调音，然后用滑棒玩儿他编的曲子《The Ballad of Casey Jones》。乐评人罗伯特·克里斯特高（英文：Robert Christgau）说：“约翰·费伊（John Fahey）流派的吉他手源于赫特的指弹演奏。”
一些人争论说赫特并不是一个皮埃蒙特布鲁斯演奏家，因为他来自于密西西比三角洲，而不是美国东海岸的皮埃蒙特高原区。即便如此，音乐风格分类应该是取决于音乐而不是乐手的。赫特的风格十分接近Doc Watson，而后者是皮埃蒙特布鲁斯音乐人。

## 致敬

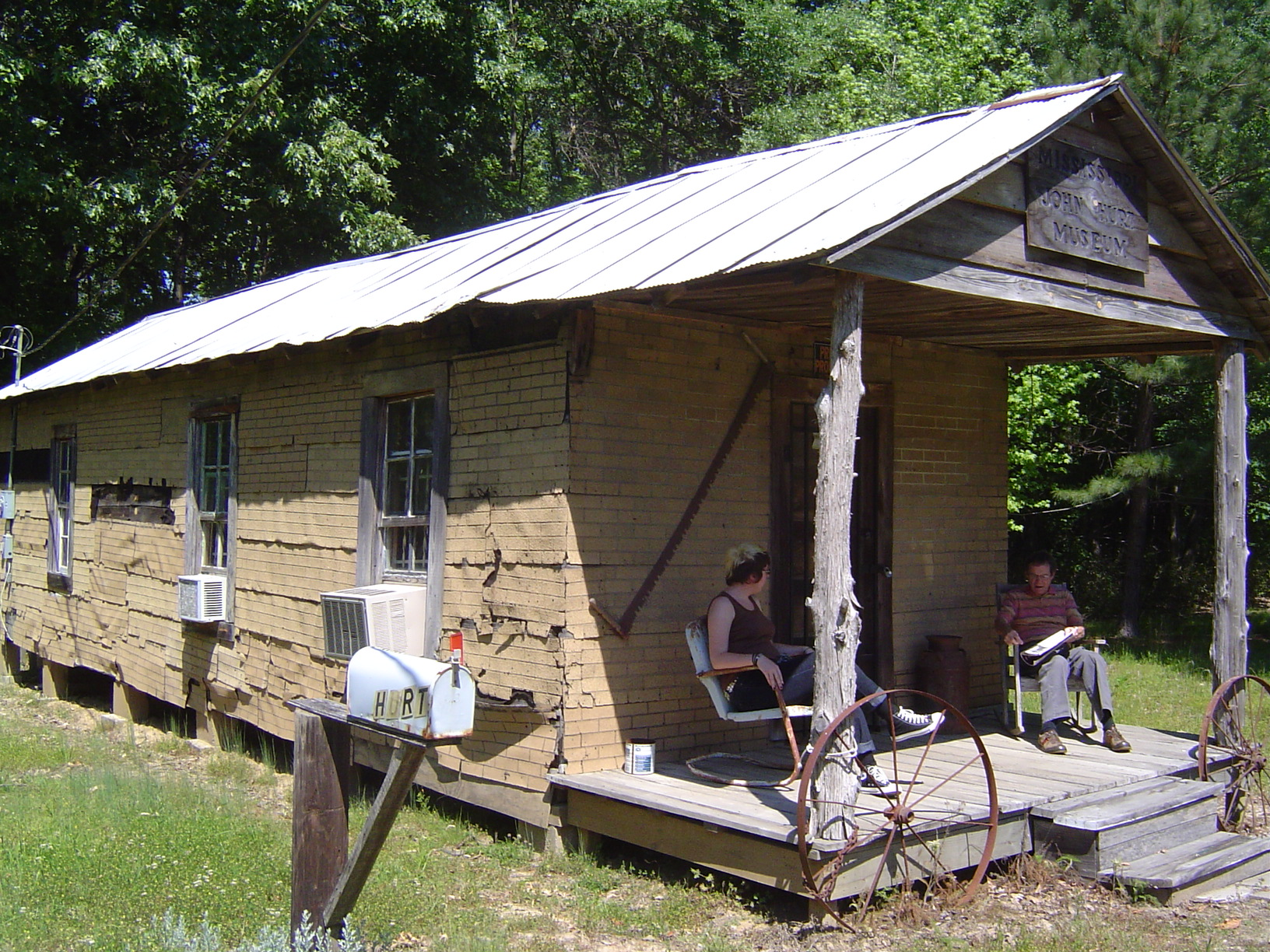
密西西比·约翰·赫特博物馆，位于密西西比州的阿瓦隆（Avalon）

在密西西比州的阿瓦隆有一个赫特的纪念碑，和他长大的郊区公路RR2并排。
美国唱作人汤姆·帕克斯顿在1963年时在格林尼治村的Gaslight咖啡馆见到了赫特，并在1977年写下并录制了一首关于赫特的歌，叫《Did You Hear John Hurt?》，他经常在现场演出时表演这首歌。

## 音乐作品
这部分资料的来源：

### 黑胶唱片
- "Frankie"/"Nobody's Dirty Business" (Okeh Records, OKeh 8560), 1928
- "Stack O' Lee"/"Candy Man Blues" (Okeh Records, OKeh 8654), 1928
- "Blessed Be the Name"/"Praying on the Old Camp Ground" (Okeh Records, OKeh 8666), 1928
- "Blue Harvest Blues"/"Spike Driver Blues" (Okeh Records, OKeh 8692), 1928
- "Louis Collins"/"Got the Blues (Can't Be Satisfied)" (Okeh Records, OKeh 8724), 1928
- "Ain't No Tellin'"/"Avalon Blues" (Okeh Records, OKeh 8759), 1928

### 专辑
- Folk Songs and Blues, live recordings (Piedmont Records, PLP 13757), 1963
- Worried Blues (Piedmont Records, PLP 13161), 1964
- Today! (Vanguard Records, VSD-79220), 1966
- The Immortal Mississippi John Hurt (Vanguard Records, VSD-79248), 1967
- The Best of Mississippi John Hurt, live recordings (Vanguard Records, VSD-19/20), 1970
- Last Sessions (Vanguard Records, VSD-79327), 1972
- Volume One of a Legacy, live recordings (Piedmont Records, CLPS 1068), 1975
- Monday Morning Blues: The Library of Congress Recordings, vol. 1 (Flyright Records, FLYLP 553), 1980
- Avalon Blues: The Library of Congress Recordings, vol. 2 (Heritage Records, HT-301), 1982
- Satisfied, live recordings (Quicksilver Intermedia, QS 5007), 1982
- The Candy Man, live recordings (Quicksilver Intermedia, QS 5042), 1982
- Sacred and Secular: The Library of Congress Recordings, vol. 3 (Heritage Records, HT-320), 1988
- Avalon Blues (Flyright Records, FLYCD 06), 1989
- Memorial Anthology, live recordings (Genes Records, GCD 9906/7), 1993

### 精选集
- The Original 1928 Recordings (Spokane Records, SPL 1001), 1971
- 1928: Stack O' Lee Blues – His First Recordings (Biograph Records, BLP C4), 1972
- 1928 Sessions (Yazoo Records, L 1065), 1979
- Satisfying Blues (Collectables Records, VCL 5529), 1995
- Avalon Blues: The Complete 1928 Okeh Recordings (Columbia Records, CK64986), 1996
- Rediscovered (Vanguard Records, CD 79519), 1998
- The Complete Recordings (Vanguard Records, CD 70181-2), 1998
- Candy Man Blues: The Complete 1928 Sessions (Snapper Music, SBLUECD 010), 2004